# Velleda Cesari
Velleda Cesari (Bolonia, 15 de febrero de 1920-Génova, 4 de mayo de 2003) fue una deportista italiana que compitió en esgrima, especialista en la modalidad de florete.
Participó en cuatro Juegos Olímpicos de Verano entre los años 1948 y 1960, obteniendo una medalla de bronce en Roma 1960 en la prueba por equipos. Ganó seis medallas en el Campeonato Mundial de Esgrima entre los años 1947 y 1957.

## Palmarés internacional
| Juegos Olímpicos   | Juegos Olímpicos        | Juegos Olímpicos  | Juegos Olímpicos    |
| Año                | Lugar                   | Medalla           | Prueba              |
| ------------------ | ----------------------- | ----------------- | ------------------- |
| 1960               | Roma (Italia)           | Medalla de bronce | Florete por equipos |
| Campeonato Mundial |                         |                   |                     |
| Año                | Lugar                   | Medalla           | Prueba              |
| 1947               | Lisboa (Portugal)       | Medalla de bronce | Florete por equipos |
| 1952               | Copenhague (Dinamarca)  | Medalla de bronce | Florete por equipos |
| 1953               | Bruselas (Bélgica)      | Medalla de bronce | Florete por equipos |
| 1954               | Luxemburgo (Luxemburgo) | Medalla de plata  | Florete por equipos |
| 1955               | Roma (Italia)           | Medalla de bronce | Florete por equipos |
| 1957               | París (Francia)         | Medalla de oro    | Florete por equipos |